# Aptera Luna
Aptera Luna – solarno-elektryczny trójkołowy samochód osobowy klasy subkompaktowej wyprodukowany pod amerykańską marką Aptera w 2019 roku.

## Historia i opis modelu

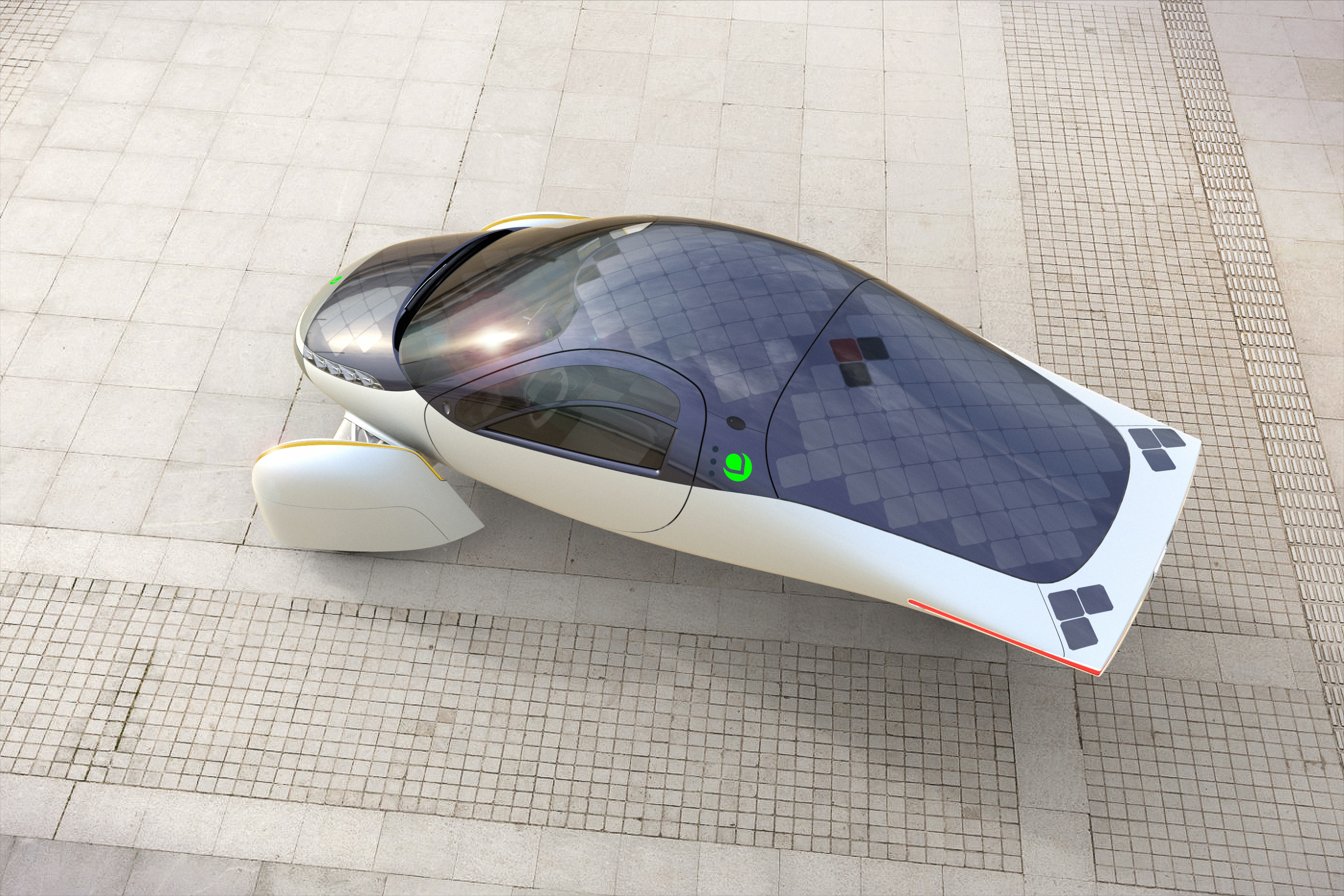
Aptera Luna - tył

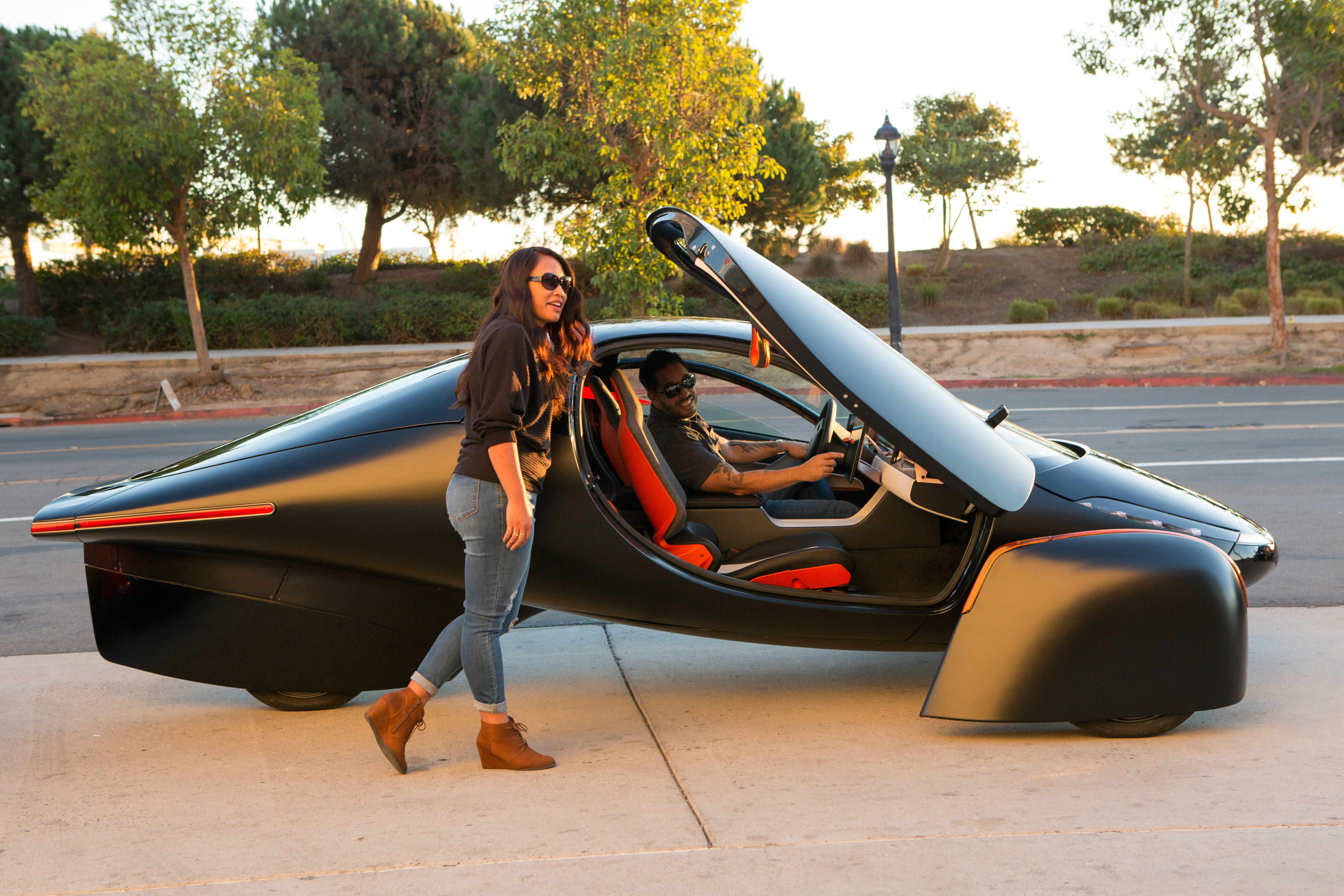
Aptera Luna - sylwetka

Niespełna dekadę po upadku projektu solarno-elektrycznego trójkołowca 2 Series firmy Aptera Motors z powodu niewypłacalności, w sierpniu 2019 roku jego pomysłodawcy zdecydowali się wznowić działalność firmy. Inaugurując to wydarzenie przedstawiono wstępny projekt nowego modelu Aptery.
Samochód odtworzył pierwotną koncepcję z 2007 roku na czele ze smukłym, dwumiejscowym nadwoziem z uchylanymi drzwiami do góry, a także umieszczonymi poza bryłą nadwozia kołami w oddzielnych obudowach i jednokołową tylną osią. Różnicami stało się bardziej rozbudowane oświetlenie wykonane w technollogiii LED, szersze nadwozie w tylnej części, więcej paneli słonecznych w strukturze karoserii wykonanej z mieszanki włókna węglowego, kevlaru i szkła.
W październiku 2021 roku, dwa lata po premierze, oficjalnie ogłoszono finalny wariant projektu nowego modelu Aptery, nadając mu jednocześnie nazwę nawiązującą do kluczowej koncepcji napędowej - Aptera Luna.

### Sprzedaż
W czasie gdy początej pierwszej próbnej fazy produkcji Aptery Luny miał odbyć się pod koniec 2021 roku, tak dostawy miały rozpocząć się w drugim kwartale 2022 roku. Terminu tego nie udało się jednak zrealizować. Finansowanie działalności firmy zapewniły tym razem kampanie crowdfundingowe, przez co plany ekspansji poza rodzimymi Stanami Zjednoczonymi objęły także rynki globalne jak m.in. Europa. Na początku 2023 roku projekt dalej nie uzyskał daty początku produkcji z racji braku wystarczającego finansowania, wciąż gromadząc niezbędne fundusze.

### Dane techniczne
Aptera Luna to samochód solarno-elektryczny, w którego układzie napędowym istotny wpływ na energię do jazdy mają zapewniać umieszczone na m.in. masce, dachu i tylnej części nadwozia kolektory słoneczne. Przy optymalnych warunkach pogodowych mają one pozwolić na pozyskanie dziennie do 65 dodatkowych kilometrów jazdy dziennie. W zależności od wariantu, Lunę napędzać mogą dwa lub trzy silniki elektryczne o mocy 67 KM każdy. Odmiana z napędem przednim ma rozpędzać się do 100 km/h w 5,5 sekundy, z kolei AWD – 3,5 sekundy. W zależności od preferencji nabywcy, dostępne będą cztery rozmiary baterii: 25, 40, 60 oraz 100 kWh. Zasięg ma wahać się od 402 kilometrów na jednym zasięgu w najtańszej odmianie do ok. 1609 kilometrów w odmianie topowej.